# Pikit
Pikit is een gemeente in de Filipijnse provincie Cotabato op het eiland Mindanao. Bij de laatste census in 2007 had de gemeente ruim 96 duizend inwoners.
De gemeente zou zijn ontstaan rond een tientallen meters hoge heuvel welke door de verdere vlakke van oorsprong moerasachtige omgeving een weids uitzicht over de streek biedt. Aan het einde van de Spaanse overheersing bouwden de Spanjaarden op dit strategische punt Fort Pikit, waarvan de muren nog steeds te zien zijn. In navolging van de Spanjaarden heeft ook het Filipijnse leger een kamp op deze locatie. Door aanwezigheid van het Moro Islamic Liberation Front op een tiental kilometers ten zuiden van de dorpskern van Pikit is de heuvel in recentere tijden (o.a. in februari 2003) gebruikt als stelling van houwitser kanonnen waarmee het MILF kamp onder artillerievuur is genomen.

## Geografie

### Bestuurlijke indeling
Pikit is onderverdeeld in de volgende 34 barangays:
| - Bagoaingud - Balabak - Balatican - Balong - Balungis - Barungis - Batulawan - Bualan - Buliok - Bulod - Bulol - Calawag - Dalingaoen - Damalasak | - Fort Pikit - Ginatilan - Gligli - Gokoton - Inug-ug - Kabasalan - Kalacacan - Katilacan - Kolambog - Ladtingan - Lagunde - Langayen - Macabual - Macasendeg | - Manaulanan - Nabundas - Nalapaan - Nunguan - Paidu Pulangi - Pamalian - Panicupan - Poblacion - Punol - Rajah Muda - Silik - Takipan - Talitay - Tinutulan |

## Demografie
Pikit had bij de census van 2007 een inwoneraantal van 96.372 mensen. Dit zijn 27.917 mensen (40,8%) meer dan bij de vorige census van 2000. De gemiddelde jaarlijkse groei komt daarmee uit op 4,83%, hetgeen hoger is dan het landelijk jaarlijks gemiddelde over deze periode (2,04%). Vergeleken met de census van 1995 is het aantal mensen met 38.463 (66,4%) toegenomen.

De bevolkingsdichtheid van Pikit was ten tijde van de laatste census, met 96.372 inwoners op 604,61 km², 95,8 mensen per km².